# Phormictopus cautus
Phormictopus cautus är en spindelart som först beskrevs av Anton Ausserer 1875.  Phormictopus cautus ingår i släktet Phormictopus och familjen fågelspindlar. Inga underarter finns listade i Catalogue of Life.